# Imprimatur

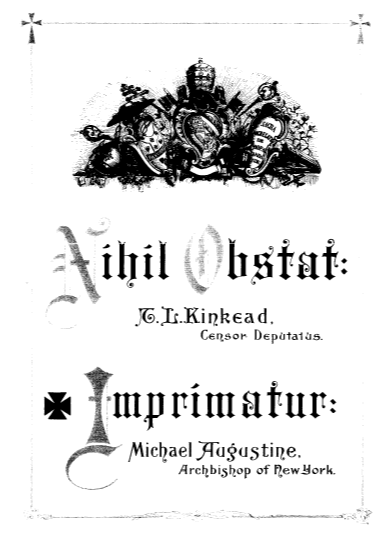
Kirchliches Imprimatur des Erzbischofs von New York, oben der Vermerk Nihil obstat „es steht nichts entgegen“

Das Imprimatur (Betonung auf der Vorendsilbe; lat. für „Es werde gedruckt“, auch Imprimi potest „Es kann gedruckt werden“; in Österreich und in katholischen Gegenden Deutschlands, so z. B. im Rheinland, mit grammatischer und phonetischer Angleichung an Wörter wie Kandidatur, Registratur auch die Imprimatur mit Betonung auf der Endsilbe) ist die Druckgenehmigung, die nach allen erforderlichen Korrekturen der Druckfahnen vom Autor oder Verleger eines Buches oder vom Künstler einer Grafik erteilt wird. Sie ist die letztgültige Unterlage für alle Beteiligten im Arbeitsablauf für Korrekturen. Im engeren Sinne bezeichnet Imprimatur auch das Zeichen (Handzeichen, Stempel o. Ä.) eines amtlich bestellten Zensors, etwa während der vormärzlichen Pressezensur.
Bei theologischen Werken bezeichnet das Imprimatur die Druckgenehmigung durch einen Bischof der römisch-katholischen Kirche. Bis zum Zweiten Vatikanischen Konzil brauchte jede Buchveröffentlichung von Lehrern der katholischen Theologie, Priestern und Ordensangehörigen das Imprimatur. Es wurde auch durch einen meist auf die Rückseite des Titelblatts eingedruckten Vermerk Nihil obstat (lat. „es steht nichts entgegen“) kenntlich gemacht. Heute wird es nur noch auf ausdrückliche Bitte eines Verfassers gewährt. Die Veröffentlichungen der durch das kirchliche Lehramt autorisierten Theologen unterliegen nach wie vor der Beurteilung und gegebenenfalls Beanstandung durch die Glaubenskongregation. In manchen Kongregationen, Orden und katholischen Hochschulen ist es aber weiterhin üblich, das Imprimatur einzuholen.
Im Promotionsverfahren bezeichnet das Imprimatur oder die Druckfreigabe den letzten Schritt vor der Veröffentlichung einer Dissertationsschrift. Sie muss seitens des jeweils berufenen Organs oder seiner Mitglieder erteilt werden und dient dazu, nach der Bewertung der eigentlichen Doktorarbeit eventuell noch bestehende formale Mängel auszuräumen.